# Distanzstein Morsleben

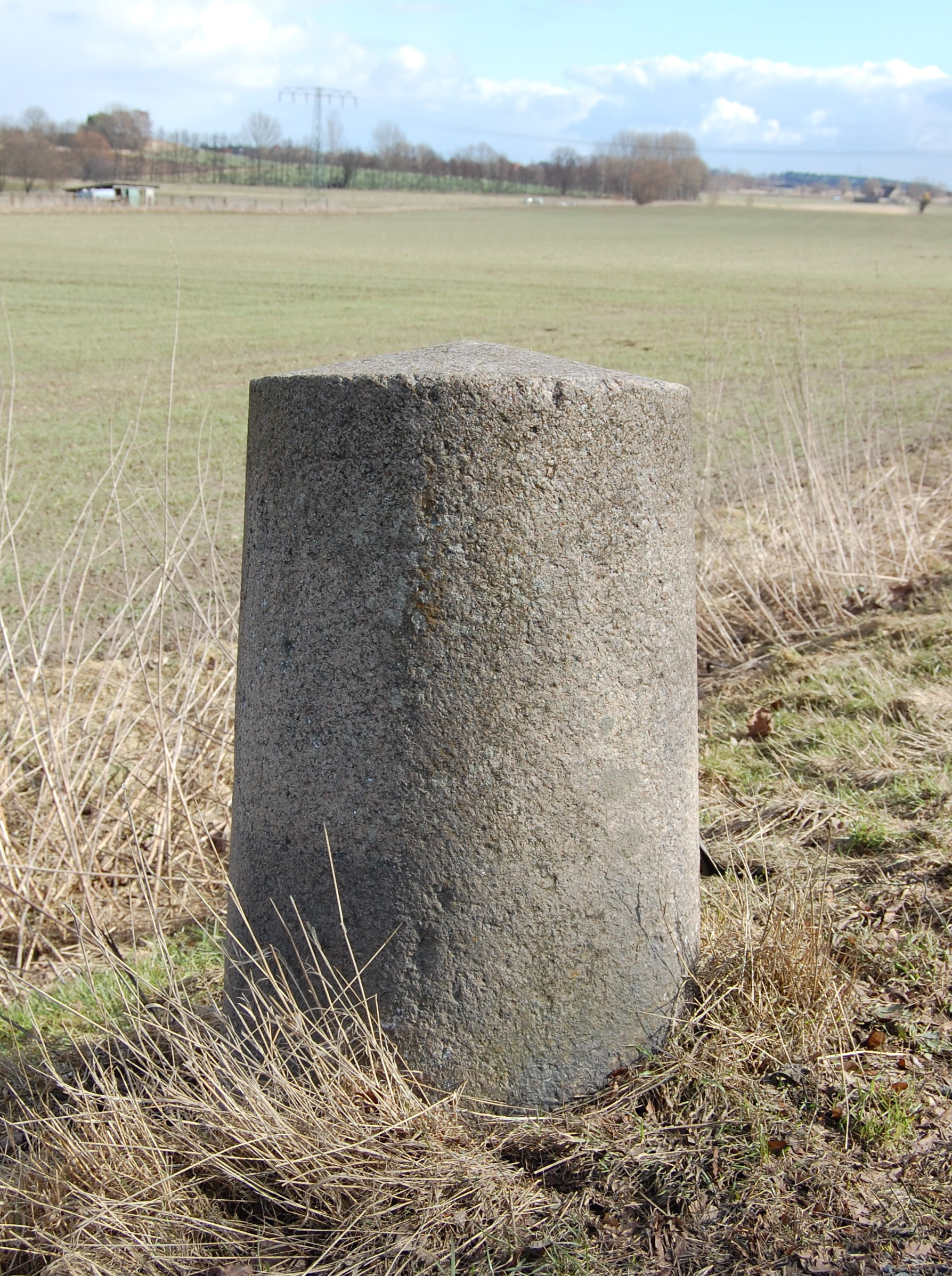
Distanzstein Morsleben

Der Distanzstein Morsleben ist ein bei Morsleben in Sachsen-Anhalt stehender historischer Meilenstein.
Der denkmalgeschützte Stein befindet sich am östlichen Ortsausgang des zur Gemeinde Ingersleben gehörenden Dorfes, am nördlichen Rand der Bundesstraße 1. Der aus Granit gefertigte preußische Rundsockelstein stammt aus der Zeit nach 1837. Auch zu diesem Zeitpunkt hatte die Straße eine überregionale Bedeutung für den Verkehr und diente als Poststraße zwischen Magdeburg und Helmstedt. Im Denkmalverzeichnis von Sachsen-Anhalt ist der Meilenstein als Kleindenkmal mit der Erfassungsnummer 094 30501 eingetragen.
Der runde, oben in eine flache Spitze auslaufende Stein hat eine Höhe von 72 cm und einen Durchmesser von 46 cm und ist nicht verziert. Ähnlich wie die Meilensteine bei Irxleben, Bornstedt und Erxleben steht der Rundsockelstein heute im Myriameterabstand auf Magdeburg und zeigte die Entfernung „40 Kilometer von Magdeburg“ an. Er zählt daher auch zu den Myriametersteinen.